# Carlos Carmelo Vasconcellos Motta
Carlos Carmelo Vasconcellos Motta (16 juli 1890 – 18 september 1982) was een Braziliaans kardinaal-priester.

## Biografie
Vasconcellos Motta werd geboren in een dorp in Minas Gerais in 1890. In 1918 werd hij tot priester gewijd. In 1932 werd hij geïnstalleerd als bisschop. In 1946 volgde zijn installatie tot kardinaal door Pius XII. Door deze benoeming werd Motta de geestelijke leider van de Katholieke Kerk in Brazilië gedurende een twintigtal jaren tot de nieuwe generatie met onder meer Aloísio Lorscheider en Paulo Evaristo Arns overnam. 
Motta was een deelnemer van het Tweede Vaticaanse Concilie. Hij nam deel aan de conclaven van 1958 en 1963. 
Met het overlijden van Antonio Caggiano in 1979 werd hij de oudst nog levende kardinaal. In 1982 overleed Motta op 92-jarige leeftijd. Hij was de laatste levende kardinaal van het consistorie van 1946 en de derde laatst levende kardinaal gecreëerd door Pius XII na Paul-Émile Léger en Giuseppe Siri.
- Système universitaire de documentation: 150433794
- Virtual International Authority File: 202332488